# Сидятасиняюяха
Сидятасиняюяха (устар. Тусиан-Сити-Яха) — река в России, протекает по Ямало-Ненецкому АО. Устье реки находится в 64 км по левому берегу реки Якунемеяха. Длина реки составляет 26 км. В 8 км от устья, по правому берегу реки впадает река Харвутаяха.

## Данные водного реестра
По данным государственного водного реестра России относится к Нижнеобскому бассейновому округу, водохозяйственный участок реки — Пур, речной подбассейн реки — подбассейн отсутствует. Речной бассейн реки — Пур.
Код объекта в государственном водном реестре — 15040000112115300058715.